# Vallemaggia
Distretto di Vallemaggia är ett av de åtta distrikten i kantonen Ticino i Schweiz. 

## Indelning
Distriktet består av tre kretsar (circoli) som består av totalt åtta kommuner. 
Kretsar:
- Lavizzara
- Maggia
- Rovana

Kommuner:
| Vapen               | Namn                | Invånare 2023-12-31 | Yta i km² | Krets     |
| ------------------- | ------------------- | ------------------- | --------- | --------- |
| Lavizzara           | Lavizzara           | 487                 | 187,53    | Lavizzara |
| Avegno-Gordevio     | Avegno Gordevio     | 1 568               | 27,32     | Maggia    |
| Maggia              | Maggia              | 2 688               | 111,15    | Maggia    |
| Bosco/Gurin         | Bosco/Gurin         | 53                  | 22,01     | Rovana    |
| Campo (Vallemaggia) | Campo (Vallemaggia) | 49                  | 43,31     | Rovana    |
| Cerentino           | Cerentino           | 38                  | 20,10     | Rovana    |
| Cevio               | Cevio               | 1 109               | 151,30    | Rovana    |
| Linescio            | Linescio            | 42                  | 6,66      | Rovana    |

Samtliga kommuner i distriktet är italienskspråkiga förutom Bosco/Gurin som även är tyskspråkigt.